# Brillo Box

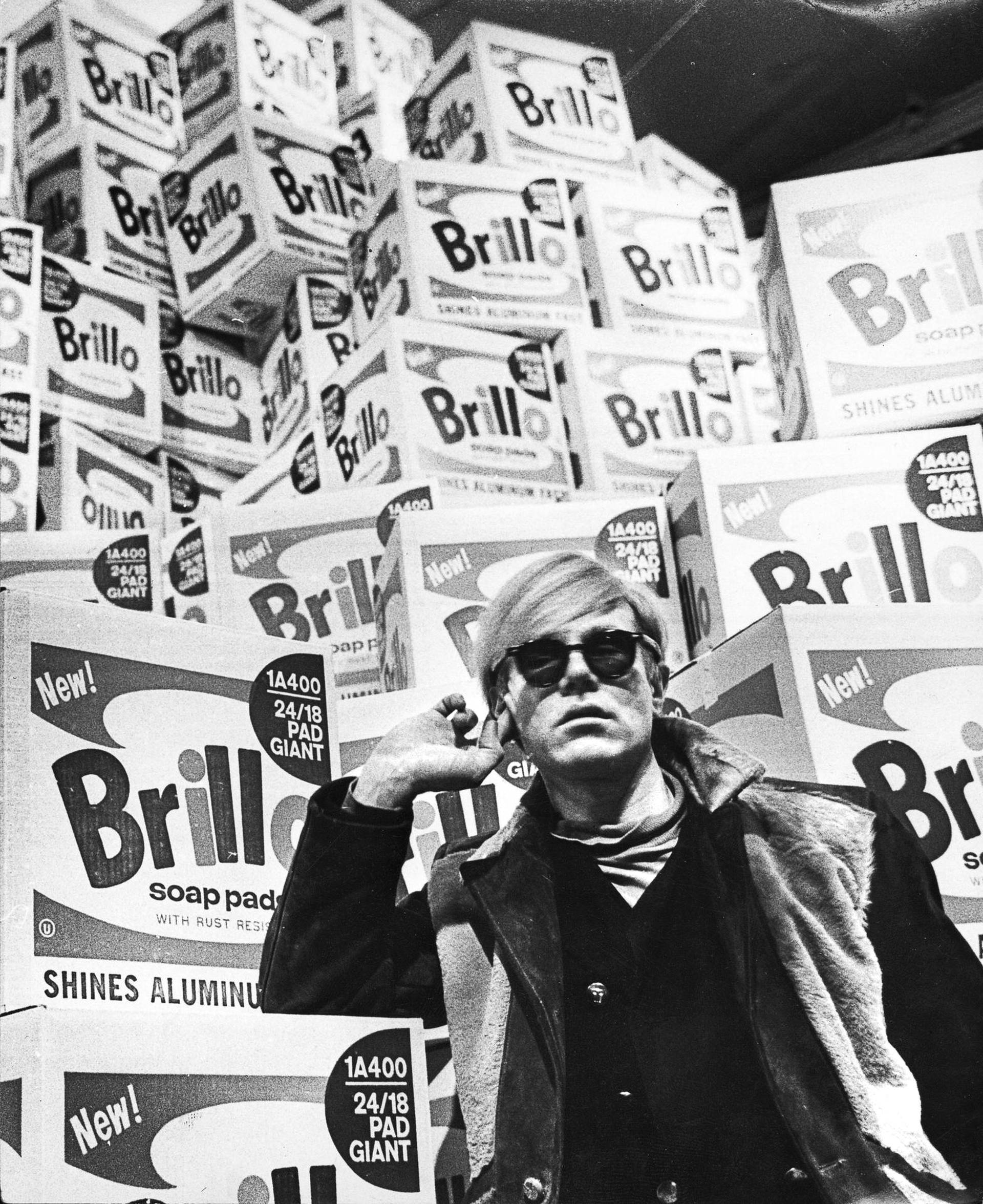
Konstnären själv Andy Warhol står framför Brillioboxarna på Moderna museet 1968.

Brillobox är ett konstverk från 1964 av den amerikanske popkonstnären Andy Warhol.
Konstverket är byggt utifrån förpackningen till Brillo, ett amerikanskt varumärke för tvålull. Det består av trälådor som är vitmålade i akrylfärg med serigrafiskt tryck i blått och rött. Trycket består av logotypen "Brillo®" med texterna "New!", "Soap pads", "With rust resister" och "Shines aluminum fast". De ursprungliga lådornas dimensioner är 43,5 × 43,5 × 35,6 cm, men senare kopior har gjorts i andra storlekar.

## Kopior och förfalskningar
Warhol lät tillverka ett stort antal Brilloboxar som ställdes ut på Stable Gallery i New York. Verket har också ställts ut i bland annat Stockholm, Amsterdam och Pasadena, men av kostnadskäl ställdes repliker ut, bland annat allt wellpappkopior producerade på Brillofabriken. Dessa var sanktionerade av Warhol själv.
Moderna museet i Stockholm ställde 1968 ut Warhol i en retrospektiv utställning. 400 wellpappkopior beställdes från Brillo. Museet tillverkade också 10–15 kopior i trä. Bland konsthandlare är dessa kända som Brilloboxar av Stockholmstyp. De räknades som äkta Warhol-verk och godkändes av The Andy Warhol Art Authentication Board men bedömningen togs tillbaka 2010. Efter utställningen såldes eller skänktes kopiorna bort av Moderna museets dåvarande chef Pontus Hultén.
108 nya kopior tillverkades i Malmö 1990, tre år efter Warhols död, på beställning av Hultén för en utställning i Sankt Petersburg. I maj 2007, ett halvår efter Hulténs död, avslöjade Expressen att dessa senare kopior hade sålts vidare som Stockholmstyp (från 1968) med äkthetsintyg utfärdat av Hultén själv. De sex kopior som 2005 hade donerats till Moderna museet tillsammans med stora delar av Hulténs konstsamling togs efter kort tid bort ur museets katalog.